# Dryobalanops
Genre
Classification phylogénétique
Dryobalanops est un genre de plantes à fleurs de la famille des Dipterocarpaceae. Il regroupe plusieurs dizaines d'espèces d'arbres de grande taille, originaires du sud-est asiatique, en particulier de Malaisie, Sumatra, Bornéo. Ces arbres, appelés communément kapur, sont recherchés pour leur bois et leur résine.

## Liste des espèces
(cette liste n'est pas exhaustive et comprend des synonymes) :
- Dryobalanops aromatica C.F.Gaertn.
- Dryobalanops camphora
- Dryobalanops oblongifolia
- Dryobalanops beccariana
- Dryobalanops lanceolata
- Dryobalanops kayanensis
- Dryobalanops keithii (en)
- Dryobalanops rappa (en)
- Dryobalanops aromativa
- Dryobalanops fusca (en)
- Dryobalanops oocarpa